# Лот (департамент)
Вижте пояснителната страница за други значения на Лот.
Лот (на френски: Lot) е департамент в регион Окситания, югозападна Франция. Образуван е през 1790 година от части на провинция Гиен и получава името на река Лот. Площта му е 5217 км², а населението – 172 446 души (2016). Административен център е град Каор.